# Route 9 (Ontario)
Pour les articles homonymes, voir Route 9.
La route 9 est une route provinciale du sud de l'Ontario d'une longueur de 114 kilomètres. Elle relie Newmarket à Kincardine.
 Toutefois, la route 9 possède 2 sections séparées (voir description du tracé pour plus de détails).

## Description du Tracé
Comme mentionné plus tôt, la 9 comprend 2 sections:

### Section 1: EntreKincardineetHarriston
La route 9 débute à l'est de Kincardine sur la Route 21. Elle se dirige ensuite vers le sud-est pendant 20 kilomètres avant de se diriger vers l'est pendant 15 kilomètres, jusqu'à Walkerton. De ce point, elle bifurque vers le sud pendant 9 kilomètres (à droite à l'intersection en T) jusqu'à Mildmay avant de se rediriger vers le sud-est pendant 25 kilomètres, soit jusqu'à Harriston, en traversant entre autres Clifford. C'est justement à Harriston (à la jonction avec la Route 89 que la première section de la route 9 se termine, ayant une longueur de 74 kilomètres.
Les 2 sections sont reliées entre elles par la route locale 109 entre Harriston et Orangeville.

### Section 2: EntreOrangevilleetNewmarket(l'autoroute 400)

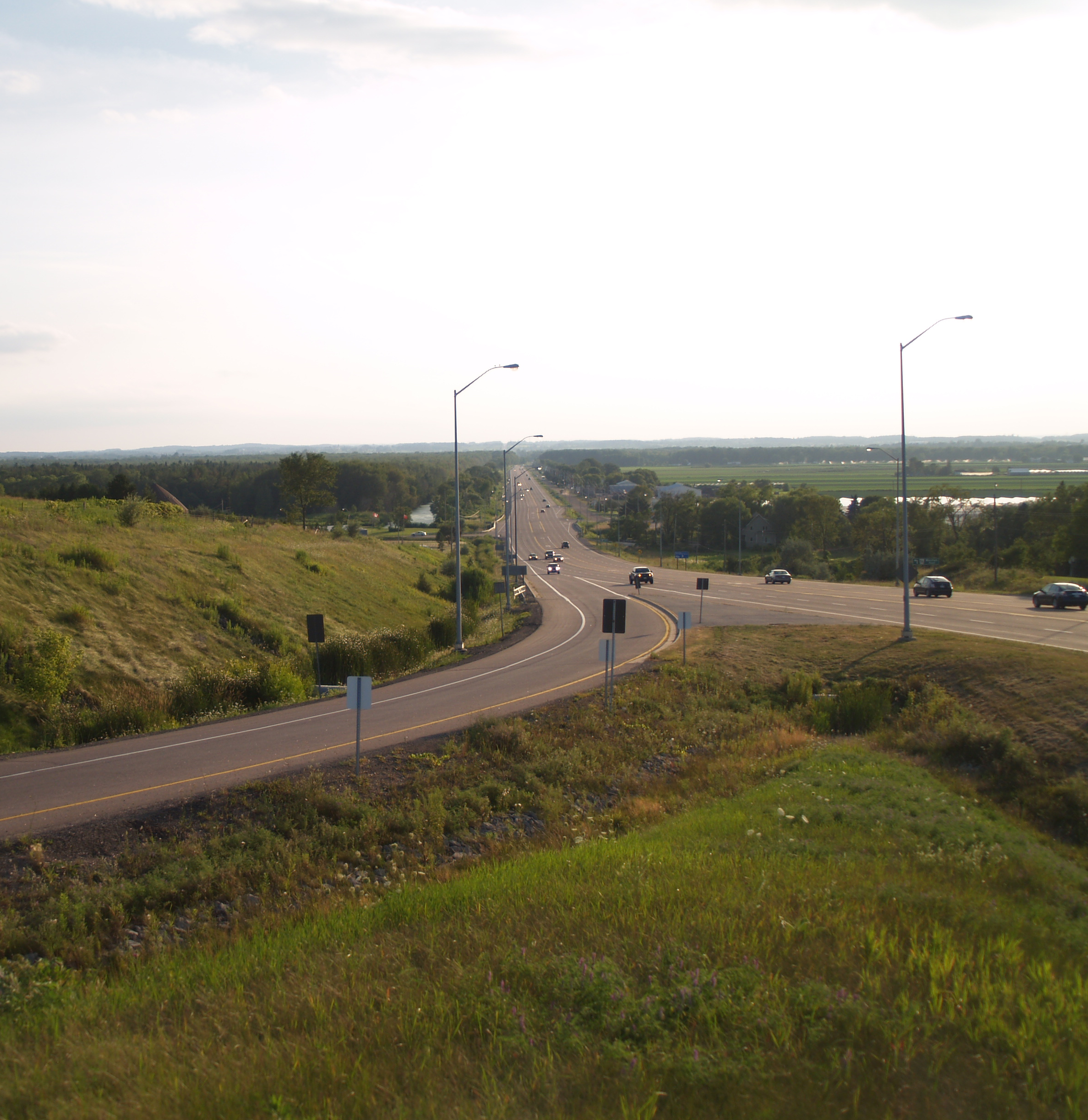
La route 9 ouest, vu de la 400.

La deuxième section de la 9 commence dans le village d'Orangeville, tout près de l'hôpital, sur la route 10. La deuxième section de la route 9 est très droite et ne possède presque aucune courbe (sur 40 kilomètres). D'Orangeville jusqu'à la 400, elle traverse Mono Hills et passe tout près de Tottenham (en) et de Schomberg. C'est à environ 10 kilomètres à l'ouest de Newmarket que la 9 prend fin, soit sur l'autoroute 400 (sortie 55).

## Intersections principales
- Autoroute 400 à l'ouest de Newmarket (km 0)
- Route 10 à l'est de Orangeville (km 40 - section est)
- Route 89 à Harriston (km 40 - section ouest)
- Route 21 à Kincardine (km 114)